# اصول طراحی اقلیمی

## مقدمه
سلسله مراتب طراحی اقلیمی در یک منطقه نقش زیادی در شرایط آسایش محیطی دارد. این موضوع در مناطقی با اقلیم خاص از اهمیت بیشتری برخوردار است. در میان عوامل اقلیمی، جریان باد نقش بسیار مهمی در شکل‌دهی به فرم شهر دارد. جهت‌گیری خیابان، ارتفاع و تراکم ساختمان‌ها، پراکنش ساختمان‌های مرتفع و… از جمله عناصر طرح شهری است که بر الگوی جریان باد در فضاهای شهری اثر می‌گذارند.
اگرچه موضوع تأثیر متقابل طراحی شهری و جریان باد شهری از دهه ۵۰ قرن بیستم مورد توجه ویژه متخصصین قرار گرفته، در ایران با وجود تجربه‌های غنی در شهرهای تاریخی، این موضوع به خوبی مورد کاوش قرار نگرفته است.
این مقاله با روش تحقیق توصیفی - تحلیلی، مبتنی بر اصول موضوعه طراحی اقلیمی و به دنبال آشکار کردن خلاقیت‌های طراحی اقلیمی متناسب با جریان باد در بافت قدیم شهرها است.

## استفاده از شکل زمین ساختمان‌های مجاوروگیاهان برای حفاظت دربرابر باد زمستان
حساسیت بنا جهت مشخص نمودن نواحی حفاظت شده از باد باید تجزیه وتحلیل شود. درمکان یابی یک خانه سازنده باید ازمناطق باز بالای تپه هاوکف دره‌ها که مستقیماً درمعرض بادغالب زمستان قرار دارنداجتناب کند. وجود بوته‌های گیاهی برآمدگی هاودرختان قادر به جلوگیری از بادهستند درنحوهٔ استقرار واحدهای مسکونی درمجتمعای زیستی و توسعه واحدهای طراحی شده می‌توان ازمزیت این روش استفاده کرد.
سرازیری جریان‌های هوای سرد درست مثل جریان اب است بنابراین اگرچه ممکن است یک دره مقابل جریان باد محافظت شده به نظر برسد ولی عملاً احتمال دارد که درمسیر جریلن‌های هوای سرد شب هنگام قرار بگیرد. بهترین محل‌های محافظت شده درروی شیب‌های سمت پشت باد واقع شده‌اند.

## بادشکنها
وقتی ناهمواری‌های روی زمین وتراکم درختان موجود نباشد موانع برای تنظیم باد می‌توان به وجود بیاید. درختان ودرختچه‌ها معمولترین این موانع هستند ولی خاکریزها حصارها ودیوارها هم می‌توانند مفید باشند. معمولاهر چه این موانع بلندتر باشند سایه باد بزرگتری ایجاد می‌شود. موانع سخت یانفوذ ناپذیر در مقابل بادنامطلوب هستند چون آشفتگی درپشت مانع ایجاد می‌کند. مقاومت مؤثر بادشکن مستقیماً ازمقدارکاهش باد تبعیت می‌کند.

## کاهش انعکاس زمین وسطوح بیرون از پنجره‌های روبه آفتاب تابستان
از آنجایی که مقدار تابش خورشید که بر سطوح زمین در طول ماه‌های تابستان می‌تواند در حدود دو برابر مقدارتابش بر روی دیوارهای شرقی وغربی است؛ لذا انعکاس تابش اززمین به پنجره‌ها ودیوارها می‌تواند به مقدار زیادی به میزان خنک‌کنندگی موردنیاز ساختمان اضافه کند. انتخاب سطوح خارجی باانعکاس کم می‌تواند وسیله‌ای جهت تقلیل میزان بارحرارتی آفتاب باشد.
به جهت آنکه اتعکاس ازسطوح خارجی به صورت پراکنده است این نور به سادگی نور مستقیم از طریق سایه بان ویا سایر وسایل ممانعت از ورود نورقابل کنترل نیست ولی به هر جهت تأثیر حرارتی انعکاس تابش پراکنده را به صورت معمول می‌توان مانند قوانین زاویه انعکاس برابر زاویه تابش فرض کرد لذابهتر است محدوده مجاور خارج ساختمان در نظر گرفته شود.
یک نکته قابل توجه: اگر چه فراگیری یک راه آسفالت در خارج دیوار که انعکاسی را در پایین‌ترین مقدار نگاه می‌دارد ولی حرارت جلب شده به وسیله آسفالت در مقایسه با چمن و بسیاری سطوح دیگر دمارا در خارج دیوار بسیاربالاتر می‌برد. بوته‌های گیاهی وچمن جذب نور قابل ملاحظه‌ای دارند و همچنین تأثیر برودت تبخیری هوا را نیز فراهم می‌کند.

## استفاده از ناهمواریهای روی زمین ساختمان‌های مجاور وگیاهان برای سایه درتابستان
کنترل موقعیت خورشید وسایه در تمام جنبه‌های طراحی وپیشترفت کاراز انتخاب اولیه موقعیت ساختمان وتقسیم بندی قطعات زمین تاانتخاب نهایی نوع گیاهان وجزییات محوطه سازی می‌باید انجام شود.

## قرارگیری
برای یک خانه معمولی درملکی که وسعت ان مکان‌های متعددی را جهت استقرار ساختمان امکان‌پذیر می‌کند انتخاب محل بنا باید براساس تحلیل سایه طبیعی درختان موجود وشکل زمین باشد. با قراردادن ساختمان درقسمت شرقی درختان یاتپه‌های موجود درروی زمین می‌توان از شدت حرارت خورشید به ساختمان هنگام بعد ازظهر کم کرد.

## طراحی محوطه
ازانجایی که دمای هوا معمولاً دراواخر ژوئیه واوایل اگوست دربسیاری ازمناطق ایالت متحده به حداکثر می‌رسد و از آنجایی که اثر حرارت خورشید روی دیوارها در این هنگام پیش اززمان حداکثر تابش خورشید است لذاساعات بعدازظهر در این فاصله زمانی می‌تواند به عنون شرط تعیین‌کننده‌ای درایجاد سایه تلقی شود. هنگامی که موقعیت خانه مشخص شد طراحی جهت سایر اجزا سایبان خارجی می‌تواند آغاز شود. البته درختان برگ پهن بهترین نوع سایبان هستند زیرا ساختمان رادرتابستان محافظت می‌کند وبرگهایشان را در زمستان ازدست می‌دهند و به بنا امکان می‌دهند که از تابش خورشید بهره‌مند شود. در طرف جنوب ساختمان درختان بلند باید انتخاب شود تابر روی سقف هممانند دیوارها سایه بیندازد.
درختان انبوه وکوتاه قد و همچنین بوته‌های بلند درقسمت غربی ساختمان مناسب هستند زیرا جلوی آفتابی که دربعداز ظهربازاویه کم تابش می‌کند را می‌گیرند. از آنجایی که خورشید در زمستان به اندازه تابستان به قسمت‌های شرقی وغربی بنا نمی‌تابد لذا درختان همیشه سبز برای ایجاد سایه روی دیوارهای غربی می‌تواند مناسب باشد خصوصاً اگر جهت باد زمستانی از قسمت غرب یا شمال غرب باشد عملکرد این درختان دو چندان می‌شود.
سایرابزار ایجاد سایه روی دیوارهای غربی وجنوبی می‌تواند شامل شبکه چوبی بالای ایوان ودیوارهای سایه انداز حفاظ باشد.
شبکه چوبی می‌تواند یک آلاچیق یایک چهارچوب سبک باشد تا پیچک‌های بالارونده را نگاه دارد. پارکینگ را می‌توان در قسمت غرب خانه قرار داد به صورتی که یک مسیر بادگیر یا حیاط سایه داری بین خود وخانه به وجود آورد. بهترین راه بستگی به نحوهٔ سازماندهی داخل پلان دارد.
همچنین سطح در نظر گرفته شده برای فضای زندگی در بیرون خانه موقعیت قطعه بندی زمین وارتباط ان باسایر خانه‌های مسکونی دارای اهمیت است.

## اتلاف وکسب انرژی
خاک عایق مناسبی نیست. چهارفوت از یک خاک معمولی لازم است تامقاومت حرارتی برابر یک اینچ پلی استرن فوم فشرده به دست اید .مقاومت خاک به عنوان یک عایق حرارتی با افزایش ضخامت ان بیشتر می‌شود. ولی در عین حال باید توجه داشت که جریان انرزی حرارتی درزمستان برای رسیدن از دیوارهای زیرزمین به سطح خاک یک مسیر شبه شعاعی راطی می‌کند. روش محاسبه حداکثر اتلاف انرژی حرارتی از یک دیوار واقع در زیر زمین در زمستان است.
به جز در اب و هوای سرد شمالی یعنی درجایی که زمین نیز در درجه حرارت پایینی قرار دارد معمولاً عایق بندی ۳تا ۶ فوت بالای دیوار در زیر سطح خاک کافی است. پایین‌تر از این عمق مقاومت حرارتی فراینده خاک به خودی خود برای ادامه کار عایق بندی کافی است. چون درجه حرارت متوسط زمین در اکثر نقاط ایالت متحده پایین‌تر از درجه حرارت منطقه آسایش است میزان قابل توجهی ازانرژی حرارتی ساختمان‌های واقع در زمین باانتقال به خاک از طریق دیوارها وکف ساختمان به هدر می‌رود. درزمستان این اتلاف انرزی درمقایسه بااتلاف انرژی نزدیک سطح زمین ناچیز جلوه می‌کند و ارزش عایق بندی را ندارد.
درتابستان این سطوح داخلی منبع مناسبی از برودت هستند که ساکنین زیرزمین با این مطلب آشنا هستند. فقط وقتی که میزان رطوبت هوا وخاک در تابستان بالا می‌رود وجمع شدن ذرات اب در نزدیکی دیوارها وکف به عنوان یک مشکل اساسی مطرح می‌شود انجام عایق بندی لازم وضروری است.

## موقعیت خورشید
اغلب تصور می‌شود که ساختمان‌های زیرزمینی به نوعی با استفاده از انرژی غیرفعال خورشیدی ناسازگار می‌باشند. مانند خانه‌هایی که در زیرزمین ساخته می‌شود عامل انرژی خورشیدی برای خانه‌های زیر زمینی نیز موضوع قابل توجه ومهمی است که باید هنگام طراحی و استقرار این خانه‌ها رعایت شود. در مورد استفاده از انرژی خورشیدی قرارداشتن خانه دربالا یازیرزمین نقش تعیین‌کننده‌ای بر عهده ندارد. با این وجود فونداسیون لایه کف ساختمان وخاک مجاور ان منبع ذخیره حرارتی ارزان قیمتی برای ساختمان‌هایی که جهت‌گیری مناسبی نسبت به خورشید دارند است.
با توجه به مقاومت مورد نیاز برای تحمل فشارهای هیدرواستاتیک و بار اضافه وزن خاک به‌طور کلی هزینه خانه‌های زیر زمینی بیش از خانه‌های روی زمین است. این نقیصه ممکن است تا حدی با حذف روکار (نازککاری) سطح خارجی ساختمان جبران شود. خانه‌های زیر زمینی در مقابل خسارات ناشی از طوفان در مقایسه با خانه‌های معمولی مقاومتر هستند؛ بنابراین در نقاط طوفان خیز جنوب و غرب میانه (ایالات متحده) مورد توجه بیشتری واقع می‌شوند.

## شکل و جهت دادن به بدنه ساختمان برای به حداکثر رساندن استفاده از نسیم تابستان
جهت تهویه خانه‌های مسکونی مستطیل شکل بهتر است محور بزرگتر خانه عمود بر جهت بادهای مطلوب باشد. اگر زاویه بین بنا و باد قدری بیشتر یا کمتر از ۹۰ درجه باشد تهویه بهترصورت می‌گیرد. ولی چون جهت وزش باد غالب از مسیر خود اغلب منحرف می‌شود لذا زاویه‌ای حدود ۹۰ درجه مناسسب است. اگر ساختمان دارای شکل ساده‌ای نباشد در جهت رو به بنا قسمت‌هایی با فشار زیاد و کم ایجاد خواهد شد که می‌تواند جریان هوا از طریق بازشوها را افزایش دهد.
اگر جهت باد غالب مشخص نباشد _یعنی جریان باد از همه طرف باشد _ساختمان باید طوری طراحی شود که تهویه از طریق هر دو محور میسر باشد. در این حالت پلان مربع شکل با پنجره‌هایی در چهار سمت بنا مناسب است.
زمانی که جهت باد غالب مشخص است شکل و جهت بنا باید به گونه‌ای باشد که بتواند جریان هوا را به بهترین نحو از داخل ساختمان عبور دهد. از این لحاظ پلانهایی با شکل L مناسب ناست. فشار هوا در قسمت‌های رو به باد ساختمان‌های بلند بیشتر است و در نتیجه با سرعت بیشتری صورت خواهد گرفت. قرار دادن عمودی اتاق‌ها روی هم باعث تسهیل در جریان تهویه دو طرفه می‌شود.
بامهای مسطح یا شیبدار با ارتفاع کم در معرض مکش (بلند شدن) هستند حتی اگر آنه رو به مسیر باد باشند؛ لذا سطوح ای بام‌ها مکان خوبی جهت تعبیهٔ دریچه‌های خروج هوا هستند. ولی برای ورود هوا مناسب نم باشند بام‌های شیبدار مقداری فشار روی سطح روبه باد دریافت می‌کنند ولی این فشار کمتر از فشار روی دیوارهای عمودی می باشند و اثر تهویه آن نیز به مراتب کمتر است. بادگیر وسیله‌ای برای تهویه هواست که در خاور میانه مورد استفاده قرار می‌گیرد و غالباً مهم‌ترین روش تهویه در داخل بنا است ولی در صورتی این بادگیرها مؤثر می‌باشند که ارتفاع آن‌ها زیاد باشد تا در مسیر جریان هوا قرار گیرد.
بامهایی لبه دار و ایوان‌ها اگر رو به جریان با باشند تهویه از طریق بازشوها را افزایش می‌دهند. این کار به وسیلهٔ افزایش و متراکم شدن فشار در زیر بام و خارج بازشوها صورت می‌گیرد.
در خانه‌های بومی واقع در جنوب ایالات متحده آمریکا که به نام "داگ – ترات " معروف هستند یک راهروی سر تاسری در میان بنا وجود دارد که به وسیلهٔ جریان هوا تهویه می شود. در اتاق‌هایی در دوسمت این راهرو تهویه دو طرفه از بیرون به راهروها یا برعکس وجود دارد. در ابنیه مدرن نیز از این راهروهای هوا جهت اتاق‌های مجاور استفاده می‌کنند.

## جهت استفاده مجدد از حرارت بنا از کانال‌های عمودی هوا استفاده شود (به‌صورت مکانیکی یا طبیعی)
استفاده از حرارت خورشید در بنا دو مشخصه دارد: اول اینکه حرارت خورشید در طی شبانه روز به یک میزان نیست و دوم اینکه درجه این حرارت کم است؛ بنابراین بهتر است حرارت اضافی در روز جهت استفاده مجدد ذخیره شود.
ذخیره و توزیع و استفاده صحیح از حرارت اهمیت ویژه‌ای دارد. استفاده مجدد از هوای بیش از حد گرم شده و حرارت ایجاد شده توسط وسایل مکانیکی و برقی خانه مانند اجاق گاز و یخچال و … همچنین استفاده از حرارت زمین توسط قرار دادن کانال‌های ورودی هوا در داخل زمین (زیرا حرارت در زمستان بیشتر از هوای خارج است) همه در بهبود سیستم حرارتی خانه می‌توانند مؤثر باشد.
بجای تخلیه هوای گرم به خارج بنا می‌توان حرارت این هوا را در یک مخزن حرارتی (مانند انبار قلوه سنگ) ذخیره کرد. با ایجاد یک فضای عمودی بلند مانند راه پله می‌توان هوای گرم از بالای این فضا را در جهت استفاده مجدد به داخل ساختمان انتقال داد. بهتر است انبار ذخیره حرارتی در زیر کف ساختمان باشد تا حرارت در قسمت‌های پایین ساختمان نیز تأمین شود و حرارت انبار دخیره از طریق کف به اتاق منتقل شود.
جهت جلوگیری از اتلاف حرارت از طریق بدنه خارجی ساختمان توجه ویژه‌ای باید نسبت به نحوه نصب و نوع عایق‌های حرارتی و کیفیت دریچه‌های هوا مبذول شود.

## استفاده مجدد از گرمای وسایل حرارتی
شومینه‌ها و بخاری‌ها حرارت زیادی تولید می‌کنند که قسمت اعظم ان از طریق دودکش به هدر می‌رود. با نصب لوله‌های آب یا کانال‌های هوا در اطراف شومینه یا بخاری می‌توان حرارت را به انبار ذخیره حرارتی انتقال داد. لوله‌ها ی آب نصب شده در اطراف شومینه دیواری باعث می‌شود حرارت به یک اتاقک آب که ایزوله شده انتقال می‌دهد. عملکرد این سیستم به قدری خوب است که حتی زمانی که داخل شومینه کاملاً سرد شده حرارت همچنان در تانک اب حفظ می‌شود. مصالح کف بنا به گونه‌ای است که حرارت را از انبار ذخیره حرارت به راحتی به داخل اتاق منتقل می‌کند و حتی اگر دمای انبار حدود ۸۰ درجه فارنهایت (۷/۲۶ درجه سانتی گراد) باشد آسایش در داخل اتاق فراهم خواهد بود.

## ترکیب سیستم‌ها
روش‌هایی که اشاره شد زمانی تز لحاظ اقتصادی و بهره‌برداری مؤثر می‌باشند که با سیستم‌های دیگر ترکیب می‌شوند. به گردش درآوردن هوای گرم قسمت‌های بالای ساختمان نیز می‌تواند به تعادل حرارتی در کل بنا کمک کند.

## استفاده از مواد منعکس‌کننده حرارت بر روی سطوح مقابل آفتاب تابستان
هنگامی که اشعه خورشید به یک سطح ساختمانی غیر شفاف یا مات برخورد می‌کند بخشی از گرمابه خارج منعکس می‌شود و باقی‌مانده ان جذب می‌گردد. آن مقدار اشعه توسط ماده منعکس شده است ه عنوان ارزش انعکاسی آن سطح معین می‌شود و آن مقدار تابشی که جذب می‌شود ضریب جذب ماده می‌شود.
از آنجایی که کل تابش جذب یا منعکس می‌گردد حاصل جمع آن‌ها بایستی همیشه برابر با ۱۰۰٪ باشد (موادی که در مقابل تابش شفاف هستند استثنا می‌باشند). معمولاً عقیده بر این است که نقاشی سطوح خارجی یک ساختمان با یک رنگ روشن آن ساختمان را در تابستان و همچنین در زمستان خنک نگه خواهد داشت. قدرت انعکاسی زیاد برای ساختمان‌های با جرم کم و مقاومت حرارتی ناچیز بسیار مناسب است؛ لذا جهت مناطق جنوبی که مقاومت حرارتی دیوارها زیادنیست استفاده از این روش مفید است.

## استفاده از گیاهان در کنار دیوارهای خارجی ساختمان
پوشش گیاهی مانند پیچک‌های بالارونده یک ابزار خوب اقلیمی هستند بخصوص زمانی که روی سطح خارجی دیوار رشد کنند که در این صورت ویژگی‌های متعددی را به دنبال خواهند داشت. مشخص‌ترین فایده آن‌ها ایجاد سایه در تابستان است. پوشش انبوه گیاهی در طول تابستان به عنوان حائلی بین تابش مستقیم اشعه خورشید و پوسته خارجی دیوارعمل می‌کند؛ بنابراین درجه حرارت پوسته خارجی را کاهش داده و مقدار هدایت حرارت از خارج به داخل بنا را کم می‌کند.
اگر به عنوان مثال پیچک‌های روی دیوار خارجی یک دوم تابش خورشید که به ان می‌رسد را به دیوار انتقال دهند این امر باعث کاهش یک دوم جزب حرارت خورشید در سطح دیوار خواهد شد. این کاهش حرارتی برابر 50 BTU در فوت مربع بر روی دیوار غربی در یک روز تابستانی خواهد بود.
تنها نکتهٔ منفی ایجاد پوشش گیاهی در مجاورت دیوار خارجی در فصل تابستان در این است که چنین پوشش هوارا درلایه‌های نزدیک به سطح ساختمان حبس می‌کند ولذا قدرت بادهای محوطه جهت دور ساختن این لایه‌ها ی هوا کاهش پیدا می‌کند.
اما هر بادی که دارای توان کافی جهت عبور از میان برگ‌ها راداشته باشد مسلماً چنین مشکلی را برطرف خواهد کرد وبعلاوه برودت حاصل از بخار اب روی برگ‌ها نیز به خنکی اطراف بنا کمک خواهد کرد.
اگر گیاهان رونده بر روی پوستهٔ ساختمان از نوع گیاهان همیشه سبز باشند درزمستان این گیاهان مانند عایق بین پوستهٔ ساختمان ومحیط اطراف عمل خواهند کرد وازجابه جایی حرارت در محیط بنا جلوگیری می‌کنند لذا برای اغلب مناطق اغلیمی بهتر است گیاهان همیشه سبز در مجاورت قسمت‌های شمالی و غربی وشرقی ساختمان کاشته شود و در سمت جنوب بنا از گیاهان برگ ریز استفاده گردد.